# Inês Serra Lopes
Inês Alexandra Lamas Moreira Serra Lopes (Lisboa, Nossa Senhora de Fátima, 11 de abril de 1963) é uma jornalista, colunista, autora e advogada portuguesa. Foi directora dos jornais "O Independente" e "Semanário Económico", exercendo atualmente como comentadora de assuntos de política nacional. Criou em dezembro de 2020 a MaisQTransparente, associação sem fins lucrativos dedicada a combater a corrupção e desenvolver o projecto folowthemoneyportugal, de acompanhamento da execução dos fundos que o país receberá da União Europeia até 2029.  

## Biografia

### Formação e vida profissional
Inês Serra Lopes é licenciada em Direito pela Faculdade de Direito da Universidade Católica Portuguesa, tendo após a conclusão do seu curso começado a exercer como advogada e adida cultural na Embaixada de Portugal na Bélgica em 1991. 
De regresso a Portugal, estreou-se como jornalista na revista "Sábado" e no jornal "O Independente" onde também foi directora, assim como editora de política nacional na TVI, onde moderou o programa "Os Prós e os Contras" (debate entre Vasco Graça Moura e Paulo Portas) e o programa semanal de entrevistas "Directa". Após o encerramento do semanário "O Independente" em 2006, foi directora no jornal "Semanário Económico", redactora principal do "Diário Económico", colunista e repórter do "Jornal i" e posteriormente ingressou num curso de pós-graduação da Universidade de Fordham, tendo obtido o Diploma Internacional em Assistência Humanitária, no Quénia, em 2006. 
Ao longo da sua carreira como jornalista colaborou na Correio da Manhã Rádio (CMR), Rádio Comercial, Antena 1, Rádio Clube Português e desde 2021 apresentou o programa "Saber Sabe Bem" da RTP.
Prestou serviços de assessoria ao Banco Espírito Santo, de Ricardo Salgado durante alguns meses, após o encerramento do semanário "O Independente".

### Casamento e família
É filha do advogado António Serra Lopes e da advogada e antiga 19.ª Bastonária da Ordem dos Advogados Maria de Jesus de Brito Lamas Moreira Serra Lopes.
Casou com José Manuel Coelho Rebelo de Andrade (1961-), de quem se divorciou e de quem tem um filho, Francisco Serra Lopes Rebelo de Andrade. Voltou a casar, com Pedro José Pimenta, com quem tem duas filhas, Vera e Rita Serra Lopes Semedo Pimenta.

## Processos judiciais
Inês Serra Lopes foi alvo de vários processos por difamação enquanto directora de "O Independente". Entre os mais polémicos encontra-se um processo de violação do segredo de justiça pela publicação das primeiras notícias do Caso Freeport e das buscas que no seu âmbito atingiram várias entidades próximas do então candidato a Primeiro-Ministro, José Sócrates, sendo absolvida. Outro processo, cuja decisão foi também a mesma, foi movido por uma notícia sobre uma bolsa que o então Ministro das Finanças, António de Sousa Franco, recebera durante mais de dez anos, enquanto era presidente do Tribunal de Contas.
No decorrer do Processo Casa Pia, a jornalista Inês Serra Lopes, filha de António Serra Lopes, advogado de Carlos Cruz, foi julgada por um crime de favorecimento pessoal na forma tentada no caso do alegado sósia de Carlos Cruz (por supostamente ter tentado furtar Carlos Cruz da acção da Justiça). Julgada em Lisboa, foi absolvida pelo tribunal que apreciou a prova. Tendo o Ministério Público recorrido para o Tribunal da Relação de Lisboa, este, com base no acórdão que teve como relator Ricardo Cardoso, sem haver nova produção de prova, considerou que o Juiz de primeira instância incorreu em erro sobre a avaliação da prova, transformando a absolvição numa condenação em um ano de prisão efectiva, sem possibilidade de suspensão da pena. A jornalista cumpriu serviço comunitário em substituição da pena de prisão durante um ano (250 horas), numa associação que recebe mulheres gravemente doentes oriundas dos PALOP. O cumprimento da pena foi objecto de uma reportagem, emitida no programa Grande Reportagem SIC, com o título "Em vez da prisão". 
Em 2017, um ex-namorado acusou-a, no semanário "Sol", de ter prestado assessoria a Armando Vara e de ter sido financiada por José Sócrates na tentativa de relançamento da revista "Grande Reportagem". Após ter prestado declarações no inquérito, não foi acusada no âmbito da Operação Marquês.

## Obras publicadas
- Camarate: A Verdade Não Prescreve (D. Quixote, 1996)[15]
- A Geringonça (Oficina do Livro, 2019)[16]